# Бенцони, Джироламо
Джироламо Бенцони (итал. Girolamo Benzoni) (1519, Милан, Италия — 1570) — итальянский исследователь, историк и писатель, описавший Южную Америку и Завоевание Империи Инков, дополнив книгу своими собственными иллюстрациями.

## Биография
В 1541 году отправился в Америку и посетил Антильские острова, Гватемалу и западное побережье Южной Америки. Вернулся в Испанию, а потом в Италию в 1551 году. О его личной жизни ничего не известно. Если исходить из его книги, то основной целью для него в Новом Свете была торговля, но с этим у него были довольно большие сложности из-за ограничения торговли иностранцами в испанских колониях.

## Произведения
Его книга Historia del Mondo Nuovo, опубликованная в Венеции в 1565 году, содержит интересные сведения (хотя и полные заблуждений да ошибок о Мексике и Перу) о посещенных им краях, саму же книгу следует назвать сомнительной в вопросе достоверности приводимых фактов из-за враждебности автора, писавшего иногда как разочаровавшийся торговец и всегда как малообразованный человек с узким кругозором. Эта книга посвящена Папе Пию IV. Так как Бенцони выступал против политики Испании, то этим не замедлили воспользоваться противники Испании, быстро осуществив переводы издания на другие языки. Книга была переиздана в 1572, переведена на французский язык (Eustace Vignon, 1579). Наиболее полным изданием с комментариями является английское издание «History of the New World by Girolamo Benzoni» (Hakluyt Society, London, 1857).
- Girolamo Benzoni. Historia del Mondo Nuovo

## Издания его произведений
- 1565 Benzoni (Girolamo). La Historia del Mondo Nuovo, laqual tratta dell' Isoli, et Mari nuovamente ritrovati, et delle nuove Citta di lui proprio vedute, per acqua et per terra in quattordeci anni. Woodcuts. Venetia. 1565. 12 .
- 1572 La Historia, etc. Nuovamente ristampata, et illustrata con la giunta d’alcune cose notabile dell' Isole di Canaria. (Portrait.) Venetia. 1572. 8°.
- 1578 Novae novi orbis historiae primum ab H. B. Italico sermone conscriptae, nunc in Latinum translate (by U.Chauveton). {Geneva.) 1578. 8.
- 1578 Occidentalis hactenus gestarum …. libri tres, Urbani Calvetonis opera industriaque … Latini facti … adjuncta est De Gallorum in Floridam expeditione… Brevis Historia. (Geneva.) 1578. 12 •
- 1581 (Очередное издание) (Geneva.) 1581. 8°.
- 1586 (Очередное издание) Historiae Indiae occidentalis, tomis duobus comprehensa, etc. 2 vols. (Geneva.) 1586. 8°.
- 1586 Historia Indiae Occidentalis …. Hieronymo Benzone Italo, and Joanne Lerio Burgundo, testibus oculatis, autoribus … in latinum sermonem Urbani Calvetonis and G. M. studio conversi. (Genevce.) 1586. 12°. (This is a reissue of the second edition (1581), with a new title.)
- 1590 (Очередное издание) 1590.
- 1594 (Очередное издание) Historia de referta primum occidentali India? a C. Columbo anno 1592. Frankfort. 1594. Fol. (Chauveton’s translation. De Bry, pt. IV.)
- 1594 (Очередное издание) Frankfort. 1594. Fol. (De Bry’s America, pt. IV. 2d ed.)
- 1598 (Очередное издание) Geneva. 1598.
- 1600 (Очередное издание) Novae novi orbis historiae… libri tres. (Geneva.) 1600. 8".
- 1612 Novae novi orbis historiae primam ab A. H. Italico sermone conscriptae, nunc in Latinum translatae liber primus (—tertius). (Geneva.) 161 2. 8°.
- 1648 (Очередное издание) Hamburgh. 1648.
- 1579 Historie nouvelle du Nouveau Monde, contenant en somme ce que les Hespagnols ont fait jusqu’a present aux Indes Occidentales, et le rude traitement qu ils font a cespoures peuples-la. Extraite de l’ltalien de M. Hierosme Benzoni Milanois, qui ha voyage XIV ans en ces pays-la: et enrichie de plusieurs Discours et choses dignes de memoire. Par M. Urbain Chauveton. Ensemble, une petite Histoire, etc. {Geneve.) 1579. 8".
- 1589 (Очередное издание) 1589.
- 1579 Der Neuern Weldt und Indianischen Konigreichs newe und wahrhaffte History … aus dem Latein in das Teusch gebracht durch N.Honiger, etc. Basel. 1579. Fol.
- 1582-3 (Очередное издание) Basel. 1582-3. Fol. (See Apollonius (Levinus) De Peruvian regioni, etc. Basle.1582.)
- 1594 Neuere und griindliche Historien von dem Nidergangischen Indien, etc. , in das Teusch gebracht durch N.Honiger. 1594. Fol.
- 1591 Novae Novi Orbis Historiae, Das ist, Aller Geschichten, so in der Newen Welt.. wahrhaffter griindlicher Bericht. Deszgleichen … Durch Abeln Scherdigern … ins Deudsch gebracht, Anno 1589. Helmstadt. 1591. 4 .
- 1613 Historia de referta primum occidentali India a C.C. 1613. Fol. (De Bry, America, pt. IV. German. 2d ed. Americae pars quartae.)
- 1631 Newe Wredt. 1631. Fol. (De Bry, America, pt. XIX. German.)
- 1610 De historiae van de nieuwe weerelt, te weten de beschryvinghe van West Indien, etc. Haarlem. 1610. 8°.
- 1663 (Очередное издание) Beschryvinghe van West Indien, etc. Amsterdam. 1663. (East Indian Voyages. Dell. I.)
- 1707 Scherps-togt na West Indien en het jaar 1541, etc. 1707, etc. 8°. (P. Vander Aa, Naaukeurige versameling der Zee en Land Reysen, etc. Vol. 51.)
- 1727 (Очередное издание) 1727. Fol. (P. Vender Aa. De Aanverkruswaardigste, etc. Deel 7.)
- 1625 Briefe extracts translated out of Jeroni Benzos three bookes of the new world, touching the Spaniards cruell handling of the Indians and the effects thereof. London. 1625. Fol. (Purchas his Pilgrim. Pt. 4.)
- 1857 History of the New World by G. B., showing his travels in America. 1541-56. Translated by Admiral Wm. H. Smyth. Facsimiles of old wood cuts. London. 1857. 8°. (Hakluyt Soc. Pub. No. 22.)